# Unione Sportiva Internazionale Napoli 1919-1920
Questa voce raccoglie le informazioni riguardanti l'Internazionale Napoli nelle competizioni ufficiali della stagione 1919-1920.

## Stagione
L'Internazionale vinse il campionato regionale qualificandosi insieme alla neopromossa Puteolana alle semifinali interregionali dove però non racimolò nemmeno un punto.

## Divise
| Manica sinistra · Manica sinistra · Maglietta · Maglietta · Manica destra · Manica destra · Pantaloncini · Calzettoni · Calzettoni |

## Organigramma societario
Area direttiva
- Presidente:  Emilio Reale

Area tecnica
- Allenatore:

## Rosa
| N. |                        | Ruolo | Calciatore           |
| -- | ---------------------- | ----- | -------------------- |
|    | Italia (bandiera)      | P     | Giuseppe Cangiullo   |
|    | Italia (bandiera)      | P     | Paolo De Gunten      |
|    | Inghilterra (bandiera) | D     | Leslie Walter Minter |
|    | Austria (bandiera)     | D     | Jean Steiger         |
|    | Svizzera (bandiera)    | A     | Willy Nussbaum       |
|    | Svizzera (bandiera)    | A     | Hans Yenni           |
|    | Italia (bandiera)      | A     | Osvaldo Sacchi       |
|    | Italia (bandiera)      |       | Pasquale Cristiano   |
|    | Italia (bandiera)      |       | De Crescenzo         |
|    | Italia (bandiera)      |       | Franzosini           |

| N. |                   | Ruolo | Calciatore                |
| -- | ----------------- | ----- | ------------------------- |
|    | Malta (bandiera)  | C     | Raoul Lattad              |
|    | Italia (bandiera) | A     | Gennaro Maisto            |
|    | Italia (bandiera) |       | Malapenna                 |
|    | Italia (bandiera) |       | Pannuti                   |
|    | Italia (bandiera) |       | Penco                     |
|    | Italia (bandiera) | C     | Alfredo Vittorio Reichlin |
|    | Italia (bandiera) | A     | Carlo Santini             |
|    | Italia (bandiera) |       | Ugo Scoppa                |
|    | Italia (bandiera) |       | Giovanni Serracapriola    |
|    | Italia (bandiera) |       | Volpe                     |

## Risultati

### Prima Divisione

#### Girone Campano

##### Girone di andata
| Arbitro: | Moretti |

|                |           |  |
| Manfrinati 53’ | Marcatori |  |

| Arbitro: | Lucignano |

|           |           |              |
| Sacchi ?’ | Marcatori | ?’ Marzorati |

| 7 dicembre 1919 3ª giornata - Internazionale Napoli riposa |  | – |  |  |

| Arbitro: | Argento (Napoli) |

|                       |           |             |
| Maisto 50’ Sacchi 53’ | Marcatori | 9’ Molaschi |

| Arbitro: | Barra (Napoli) |

|                                             |           |             |
| Sacchi 48’ Malapenna 59’ Steiger 70’ (rig.) | Marcatori | 82’ Cassese |

##### Girone di ritorno
| Arbitro: | Lucignano |

|                                                                |           |                       |
| Yenni ?’ Reichlin ?’, ?’ Volpe ?’, ?’ Steiger ?’ Maisto ?’, ?’ | Marcatori | ?’ Azario ?’ Narducci |

| Arbitro: | Barra (Napoli) |

|           |           |                                                   |
| Aiello ?’ | Marcatori | ?’ Volpe ?’ De Crescenzo ?’ Sacchi ?’ Maisto ?’ ? |

| 18 gennaio 1920 8ª giornata - Internazionale Napoli riposa |  | – |  |  |

| Arbitro: | Pauzano (Castellammare di Stabia) |

|                   |           |                        |
| Steiger ?’ (aut.) | Marcatori | ?’, ?’ Sacchi ?’ Volpe |

| Arbitro: | Del Pezzo (Napoli) |

|            |           |                    |
| Parodi 65’ | Marcatori | 35’ (aut.) Rinetti |

#### Finali Lega Sud

##### Girone di andata
| Arbitro: | Agostini (Firenze) |

|                                               |           |  |
| Jacoponi II 5’ Magnozzi 10’, 47’ Nigiotti 80’ | Marcatori |  |

| Arbitro: | Ricci (Modena) |

|  |           |                 |
|  | Marcatori | 30’, 77’ Lietti |

##### Girone di ritorno
| Arbitro: | Campi (Livorno) |

|  |           |                                         |
|  | Marcatori | 12’, 60’ (rig.) Magnozzi 67’ Bargagna I |

| Roma 17 maggio 1920 4ª giornata | Audace Roma | 2 – 0 (a tavolino) | Internazionale Napoli |  |

## Statistiche
Statistiche aggiornate al 17 maggio 1920.

### Statistiche di squadra
| Competizione    | Punti | In casa | In casa | In casa | In casa | In casa | In casa | In trasferta | In trasferta | In trasferta | In trasferta | In trasferta | In trasferta | Totale | Totale | Totale | Totale | Totale | Totale | DR |
| Competizione    | Punti | G       | V       | N       | P       | Gf      | Gs      | G            | V            | N            | P            | Gf           | Gs           | G      | V      | N      | P      | Gf     | Gs     | DR |
| --------------- | ----- | ------- | ------- | ------- | ------- | ------- | ------- | ------------ | ------------ | ------------ | ------------ | ------------ | ------------ | ------ | ------ | ------ | ------ | ------ | ------ | -- |
| Prima Categoria | 12    | 6       | 3       | 1       | 2       | 14      | 10      | 6            | 2            | 1            | 3            | 10           | 10           | 12     | 5      | 2      | 5      | 24     | 20     | +4 |
| Totale          | 12    | 6       | 3       | 1       | 2       | 14      | 10      | 6            | 2            | 1            | 3            | 10           | 10           | 12     | 5      | 2      | 5      | 24     | 20     | +4 |

### Statistiche dei giocatori
| Giocatore        | Prima Categoria | Prima Categoria |
| Giocatore        | Presenze        | Reti            |
| ---------------- | --------------- | --------------- |
| G. Cangiullo     | 10              | -17             |
| Cristiano        | 1               | -               |
| De Crescenzo     | 4               | 1               |
| De Gunter        | 1               | -1              |
| Franzosini       | 1               | -               |
| Lattard          | 3               | -               |
| Maisto           | 9               | 4               |
| Malapenna        | 2               | 1               |
| L. W. Minter     | 8               | -               |
| Pannuti          | 2               | -               |
| Penco            | 3               | -               |
| Reichlin         | 8               | 2               |
| O. Sacchi        | 10              | 6               |
| Santini          | 11              | -               |
| Scoppa           | 9               | -               |
| G. Serracapriola | 11              | -               |
| R. Steiger       | 11              | 3               |
| Volpe            | 6               | 4               |
| H. Yenni         | 8               | 1               |